# 6916 Lewispearce
6916 Lewispearce este un asteroid din centura principală de asteroizi.

## Descriere
6916 Lewispearce este un asteroid din centura principală de asteroizi. A fost descoperit pe 27 iulie 1992 la Siding Spring de Robert H. McNaught. Asteroidul prezintă o orbită caracterizată de o semiaxă mare de 2,85 ua, o excentricitate de 0,26 și o înclinație de 18,2° în raport cu ecliptica.